# Hpa-An

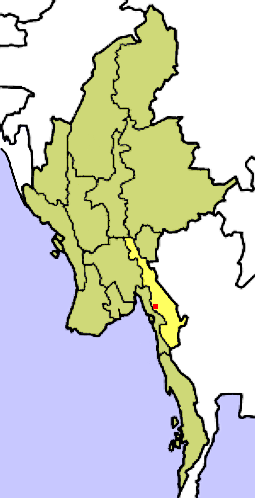
Mapa de Mianmar com a localização de Hpa-An.

Hpa-An ou Pa-An é uma cidade de Mianmar, capital do estado de Kayin. Sua população é de 41.501 habitantes (censo de 1983).